# موصل صدغي جداري
الموصل الصدغي الجداري (تي بّي جيه) هو منطقة الدماغ التي تقع عند التقاء الفصين الصدغي والجداري، في النهاية الخلفية للثلم الوحشي (شق سيلفيوس). يشمل «تي بّي جيه» معلومات من المهاد والجهاز النطاقي بالإضافة إلى الجهازين الحسي الجسدي والسمعي. يقوم الموصل الصدغي الجداري أيضًا بمكاملة المعلومات الواردة من الوسط الخارجي بالإضافة إلى تلك الواردة من داخل الجسم. يُعد الموصل الصدغي الجداري مسؤولًا عن جمع هذه المعلومات ثم معالجتها.
تلعب هذه المنطقة دورًا مهمًا في عمليات تمييز الذات-الآخرين ونظرية العقل (تي أو إم). علاوةً على ذلك، يسبب التلف في الموصل الصدغي الجداري تأثيرات سلبية في قدرة الفرد على صنع القرارات الأخلاقية، وينتج عنه تجارب الخروج من الجسد (أو بي إي). يمكن أن يسبب تحفيز «تي بّي جيه» الكهربائي المغناطيسي أيضًا هذه التأثيرات. إلى جانب هذه الأدوار المختلفة، يشارك الموصل الصدغي الجداري في مختلف الاضطرابات الشائعة مثل فقدان الذاكرة، ومرض ألزهايمر، واضطراب طيف التوحد والفصام.

## اضطرابات
يتوسط النظام الدوباميني السيروتيني قدرتنا على تمييز معتقدات الآخرين وفهمها إلى جانب التنبؤ بسلوكهم في ضوء هذا الفهم. في بعض الاضطرابات المحددة التي تشمل النظام الدوباميني السيروتيني، تُعطل عمليات التعقل وتضعف العملية بأكملها أو بجزء منها؛ يشمل هذا فقدان الذاكرة، ومرض ألزهايمر والفصام.

### فقدان الذاكرة
فقدان الذاكرة هو خلل في الذاكرة ينتج عن تلف في الدماغ أو إصابة فيزيولوجية. يُفهم فقدان الذاكرة بأفضل شكل عن طريق هنري مولاسون، أو المريض إتش م. مولاسون، الذي عانى من حالة صرع شديد أدت إلى تعرضه لاستئصال الفص الصدغي في النهاية. بعد الجراحة، تحسنت حالة الصرع لكن أُصيب بفقدان الذاكرة التقدمي، الذي يثبط تشكل الذاكرة طويلة الأمد مع بقاء الذاكرة قصيرة الأمد طبيعيةً، إذ إنه لم يستطع تذكر أي شيء بعد جراحته مدة طويلة. بالاعتماد على أدوار «تي بّي جيه» المعروفة، فإنه يشارك في نظام معالجة الذاكرة في الجسم. نسبت الدراسات أيضًا أنواعًا محددةً من فقدان الذاكرة الصرعي إلى الموصل الصدغي الجداري. أظهرت دراسات التصوير بالرنين المغناطيسي الوظيفي انخفاضًا في تنشيط «آر تي بّي جيه» لدى مرضى فقدان الذاكرة الصرعي. علاوةً على ذلك، لُوحظ تأثر ذاكرة السيرة الذاتية لدى هؤلاء المرضى. كذلك، يشكل «آر تي بّي جيه» إلى جانب المخيخ المكونين الجوهريين لذاكرة السيرة الذاتية.
بالنسبة إلى العلاج، تُشفى معظم أشكال فقدان الذاكرة عفويًا دون التدخل العلاجي. ومع ذلك، ثبت أن المعالجة النفسية المعرفية أو المهنية تساعد في العلاج. تركز هذه المعالجة على وسائل متعددة لتحسين ذاكرة المريض إلى جانب تكرارها على مر الوقت، إذ ستتحسن ذاكرة المريض بأكملها وتصبح في النهاية أقرب للذاكرة الطبيعية.

### مرض ألزهايمر
يُعد ألزهايمر الشكل الأكثر شيوعًا للخرف، بالإضافة إلى أنه سادس سبب رئيسي للوفاة في الولايات المتحدة. لا يوجد علاج معروف لهذا المرض الذي يستمر بالتفاقم مع تقدمه ليسبب الوفاة في النهاية. يرتبط الاستقلاب «تي بّي جيه» المنخفض، إلى جانب الثلم الجبهي العلوي، بعدم قدرة مرضى ألزهايمر على إدراك أنفسهم كما يفعل الآخرون (من وجهة نظر شخص ثالث)؛ يزداد التباين بين فهم المريض لمدى تدهوره المعرفي والامتداد الحقيقي لهذا التدهور مع انخفاض استقلاب «تي بّي جيه». بالإضافة إلى ذلك، يحتوي «تي بّي جيه» على البراكسيكون، وهو قاموس لتمثيل أفعال البشر المختلفة، الذي يُعد ضروريًا لتمييز أفعال الذات عن أفعال الآخرين. نظرًا إلى أن مرضى الخرف (بما في ذلك ألزهايمر) المصابين بعمه العاهة غير قادرين على التمييز ما بين الأفعال الطبيعية للآخرين وقدراتهم المتدهورة، يُعتقد أن تلف «تي بّي جيه» يوقف هذه الوظيفة المعرفية.
فيما يتعلق بخيارات العلاج من أجل تدبير أعراض ألزهايمر، تشمل الخيارات المتاحة المستحضرات الدوائية، والتداخل النفسي الاجتماعي، وتقديم الرعاية وأنابيب التغذية. تتضمن المستحضرات الدوائية الحالية مثبطات إستيراز الأسيتيل كولين أو معاكس مستقبلات «إن إم دي إيه». تُستخدم التداخلات النفسية الاجتماعية كوسيلة داعمة للعلاج الدوائي إذ قد يتطلب وقتًا ليعتاد المريض عليه. نظرًا إلى أن ألزهايمر يؤدي في النهاية إلى الوفاة الحتمية مع تفاقم المرض بمرور الوقت، فكل ما يمكن لأفراد الأسرة فعله هو توفير العناية اللازمة للمصاب وجعل حياته سهلةً قدر الإمكان مع تدهور الحالة.